# 十種競技
十種競技（じっしゅきょうぎ、ディカスロン、英: decathlon）とは、2日間で合計10種の種目を行い、その記録を得点に換算し、合計得点で競う陸上競技である。勝者はキング・オブ・アスリートと称される。
十種競技という言葉は単に十種の競技を行う一般的な意味であるため、本項で説明する事項に限定されないが、本項ではワールドアスレティックスが定義する競技について詳述する。

## 概要
男子十種競技の場合、（後述の例外を除き）原則的に以下のような競技日程で行われる。
- 1日目：100m、走幅跳、砲丸投、走高跳、400m
- 2日目：110mH、円盤投、棒高跳、やり投、1500m

走行種目は完走さえすれば、たとえ遅くても点数が入るが、跳躍や投てき種目の場合ファウル3回で得点無し（0点）で終わる事もある。1種目のみの得点なしの場合、他の種目での高得点獲得など状況にもよるが、上位（国際大会では8位まで）入賞も可能な事があるため引き続き参加する選手も多いが、2種目で得点無しで終わった選手は上位入賞が困難と判断し戦線離脱していく事がある。以降、得点無しの種目が増えるにつれ、それが顕著となる（例：2017世界陸上ロンドン大会では35選手中、途中種目を含む9種目終了時点まで15人が棄権（DNF：14人、DNS：1人）した。＝最終種目参加者20人）。同じ陸上競技の中でも、競歩は競技途中や完歩後の失格者の割合が高い種目であるが、十種競技は途中棄権者の割合が高い種目である。また、大会規模の大小に関わらずマラソンと同様に、登録（エントリー）した時点で決勝進出者の扱いとなり、単独種目の100m走など主に短距離走で行われる「1次予選」「2次予選」「準決勝」などはない。だが、参加人数が多い場合の迅速化のためなどの理由により、後述の「歴史」にも有るが一時期オリンピックでも採用されていた「1種目毎に終了した時点で最下位者1名（または、それ以上）が脱落する」（別称:「ノックアウト方式」や「予選落ちシステム（オールスター感謝祭も参照）」「頭ハネ（麻雀・将棋も参照）」などとも言われる）システムも行われる事がある。ただし、過去にも採用例はあるものの前述の通り競技が進むにつれ棄権者が発生（増加）する可能性も有るため、このシステムの「義務化」や「禁止」、それに伴う「罰則」もない（「ルール化」はされていない）。それに関しては、現行で最も近いものとして、単独種目での走幅跳・三段跳・投てき種目において、決勝に進んだ競技者12人の中で3回目の試技までに上位8位（タイ）まで残れなかった場合は4回目以降に進めない「ノックアウト方式」を採用している。
女子十種競技もあるが、こちらはオリンピックや世界陸上選手権では行われない。それでも日本記録および世界記録は2004年から公認されている。
また、十種競技を1時間で全てこなすという「ワンアワーデカスロン」なる大会も存在する。最初の種目の開始から60分以内に最終種目の1500mを開始しなければならない。ただし、IAAF（国際陸連）が定めたルール（後述）にのっとっておらず、通常の十種競技よりもなお肉体を酷使する状況下で行われるため、IAAF公認ではない。バルセロナオリンピックの金メダリストであるチェコのロベルト・ズメリクが1992年に挑戦し、7897点を記録している。

## 歴史
混成競技の起源は古代オリンピック、紀元前708年に開催された第18回大会で行われた五種競技となる。5種目は、レスリング、円盤投、やり投、走幅跳、スタディオン走(約200mの直線走)。
近代オリンピックでは1904年のセントルイス五輪で十種競技 (100ヤード走、砲丸投、走高跳、880ヤード競歩、ハンマー投、棒高跳、120ヤードハードル走、56ポンド重錘投、走幅跳、1マイル走)と三種競技（走幅跳、砲丸投、100ヤード走）が実施された。しかし、1908年のロンドン五輪では十種競技は実施されなかった。
現在の形式に近い十種競技は、19世紀末から全米選手権で行われ、当時の世界記録や国内記録をもとに「得点表」を作成して競技を実施していた。欧州では20世紀に入ると、北欧諸国やドイツを中心に実施され、1911年10月15日、イエーテボリで行われた記録がある。
1912年のストックホルム五輪で五種競技（走幅跳、やり投、200m走、円盤投、1500m走）と十種競技が採用された。種目を重ねるごとに人数を絞っていき、合計点が最も高い者を優勝者とした。
この大会では、ジム・ソープ（アメリカ合衆国）が、五種競技と十種競技の2冠を達成。その後、ソープはセミプロ野球でプレーしていたことがアマチュア主義に反するとしてメダルが剥奪されたが、死後にメダルは回復された。
五種競技は1924年パリ五輪まで実施されたが、その後十種競技に一本化された。
日本では東京高師の野口源三郎が大正5(1916)年の第4回日本陸上競技選手権大会で初代王者となり、大正9(1920)年、第7回アントワープオリンピックにこの種目で初参加した。

## ルール
基本的なルールは、以下の事項を除き各種目ごとのルールに準ずる。
- 公認記録条件：2日間で10種目すべてを終了させないと公式記録として認められない（実際に、国内・世界を問わず、1日目に競技不可能な悪天候により本来の種目数を消化し切れず、2日目に残りの全種目を行った事例がある。＝ゴルフ、テニスなどの他種スポーツのサスペンデッドに相当する）。
- 同一競技者は、次の種目に進む毎に最低30分の間隔を開けること、1日目の最終種目から2日目の最初の種目まで最低10時間の間隔を空けること。
- 短距離走3種目のフライングに関しては、1回目では失格にならず2回目以降は誰が飛出しても失格になる（2003年〜2009年まで施行されていた短距離走ルールを引き続き採用している）。
- （本来の種目においては最多で6回まで可能な）走幅跳および投てき系の種目、の試技は3回までの最高記録を取る。
- 各競技（種目）が開始してからの、失格（DSQ）・途中棄権（DNF）・記録なし（NM）、の場合は次の競技に進む事が出来るが、途中1種目でも競技に参加しなかった場合（各召集時点までの棄権）は、以降の競技に進む事が出来ない。

### 審判
- 審判長は1名以上の任命が必要である。
- 競技開始前に（ハードル、跳躍種目のバー、その他）器具の点検は必須であるが、その後　悪天候・器具の故障など円滑に進める事が出来ないと審判長が判断した場合、競技種目の順番を変更する権限を有する（上記の1つ目のルール内・事例も、この一部に該当する）。

## 得点
各種目の得点は、以下の表に示す各数式の変数にそれぞれの記録を代入し、その合計点を求めることで計算される。
ただし、手動計測の場合は、100mと110mHでは0.24秒、400mでは0.14秒加算しなければならない。採点法の変更はこれまで度々ある。
1986年にやり投の規格変更があったが、それ以前の記録も公認されている。
| 競技種目 | 代入する項目    | 数式                 |
| -------- | --------------- | -------------------- |
| 100m     | 記録T（秒単位） | 25.4347×(18-T)1.81   |
| 走幅跳   | 記録d（cm単位） | 0.14354×(d-220)1.4   |
| 砲丸投   | 記録D（m単位）  | 51.39×(D-1.5)1.05    |
| 走高跳   | 記録d（cm単位） | 0.8465×(d-75)1.42    |
| 400m     | 記録T（秒単位） | 1.53775×(82-T)1.81   |
| 110mH    | 記録T（秒単位） | 5.74352×(28.5-T)1.92 |
| 円盤投   | 記録D（m単位）  | 12.91×(D-4)1.1       |
| 棒高跳   | 記録d（cm単位） | 0.2797×(d-100)1.35   |
| やり投   | 記録D（m単位）  | 10.14×(D-7)1.08      |
| 1500m    | 記録T（秒単位） | 0.03768×(480-T)1.85  |

## 記録
| 記録           | 得点   | 名前                             | 日付          |
| -------------- | ------ | -------------------------------- | ------------- |
| 世界           | 9126点 | ケビン・マイヤー (FRA)           | 2018年9月16日 |
| U20世界        | 8514点 | ヒューバート・トロンシアカ (POL) | 2025年8月8日  |
| 大陸記録       |        |                                  |               |
| アフリカ       | 8521点 | ラルビ・ブラーダ (ALG)           | 2016年8月18日 |
| アジア         | 8725点 | ドミトリー・カルポフ (KAZ)       | 2004年8月24日 |
| ヨーロッパ     | 9126点 | ケビン・マイヤー (FRA)           | 2018年9月16日 |
| 北中米カリブ海 | 9045点 | アシュトン・イートン (USA)       | 2015年8月29日 |
| オセアニア     | 8649点 | アシュリー・モローニー (AUS)     | 2021年8月5日  |
| 南米           | 8393点 | カルロス・チニン (BRA)           | 2013年6月8日  |

| 記録 | 得点   | 名前     | 所属         | 日付         |
| ---- | ------ | -------- | ------------ | ------------ |
| 日本 | 8308点 | 右代啓祐 | スズキ浜松AC | 2014年6月1日 |
| 高校 | 6235点 | 池田大介 | 太成学院高   | 2004年8月3日 |

## 世界歴代10傑
|                          | 記録   | 名前                     | 所属           | 日付          |
| ------------------------ | ------ | ------------------------ | -------------- | ------------- |
| 1                        | 9126点 | ケビン・マイヤー         | フランス       | 2018年9月16日 |
| 2                        | 9045点 | アシュトン・イートン     | アメリカ合衆国 | 2015年8月29日 |
| 3                        | 9026点 | ロマン・セブルレ         | チェコ         | 2001年5月27日 |
| 4                        | 9018点 | ダミアン・ワーナー       | カナダ         | 2021年8月5日  |
| 5                        | 8994点 | トマシュ・ドヴォルザーク | チェコ         | 1999年7月4日  |
| 6                        | 8961点 | レオ・ノイゲバウアー     | ドイツ         | 2024年6月7日  |
| 7                        | 8909点 | ピエルス・ルパージュ     | カナダ         | 2023年8月26日 |
| 7                        | 8909点 | サンデル・スコットハイム | ノルウェー     | 2025年6月1日  |
| 9                        | 8891点 | ダン・オブライエン       | アメリカ合衆国 | 1992年9月5日  |
| 10                       | 8869点 | カイル・ガーランド       | アメリカ合衆国 | 2025年8月1日  |
| 世界陸連（IAAF）記録参照 |        |                          |                |               |

## 日本歴代10傑
|    | 記録   | 名前     | 所属         | 場所       | 日付          |
| -- | ------ | -------- | ------------ | ---------- | ------------- |
| 1  | 8308点 | 右代啓祐 | スズキ浜松AC | 長野       | 2014年6月1日  |
| 2  | 8180点 | 中村明彦 | スズキ浜松AC | 長野       | 2016年6月12日 |
| 3  | 8021点 | 丸山優真 | 住友電工     | ポーランド | 2024年9月1日  |
| 4  | 8008点 | 奥田啓祐 | 第一学院高教 | 豊田       | 2022年10月9日 |
| 5  | 7995点 | 金子宗弘 | ミズノ       | 上海       | 1993年5月14日 |
| 6  | 7871点 | 松田克彦 | 富士通       |            | 1993年6月12日 |
| 7  | 7803点 | 田中宏昌 | モンテローザ | 金沢       | 2006年6月25日 |
| 8  | 7788点 | 池田大介 | WIND UP AC   | ベルリン   | 2009年8月20日 |
| 9  | 7764点 | 田上駿   | 順天堂大学   | 鹿児島     | 2021年5月3日  |
| 10 | 7725点 | 音部拓仁 | 富士通       | 長野       | 2015年7月5日  |

## 世界記録 (WR)と十種競技記録(DB)の比較
| 種目    | WR–世界記録 DB–十種競技記録             | 名前               | 記録         | 得点  | 得点差 | Notes |
| 100m走  |                                         |                    |              |       |        |       |
| ------- | --------------------------------------- | ------------------ | ------------ | ----- | ------ | ----- |
| 100m走  | WR                                      | ウサイン・ボルト   | 9秒58        | 1202  |        |       |
| 100m走  | DB                                      | ダミアン・ワーナー | 10秒12       | 1066  | −136   |       |
| 走幅跳  |                                         |                    |              |       |        |       |
| WR      | マイク・パウエル                        | 8m95               | 1312         |       |        |       |
| DB      | Simon EHAMMER                           | 8m45               | 1178         | −134  |        |       |
| 砲丸投  |                                         |                    |              |       |        |       |
| WR      | ライアン・クルーザー                    | 23m56              | 1323         |       |        |       |
| DB      | Edy Hubacher                            | 19m17              | 1048         | −275  |        |       |
| 走高跳  |                                         |                    |              |       |        |       |
| WR      | ハビエル・ソトマヨル                    | 2m45               | 1244         |       |        |       |
| DB      | Rolf Beilschmidt クリスチャン・シェンク | 2m27               | 1061         | −183  |        |       |
| 400m走  |                                         |                    |              |       |        |       |
| WR      | ウェイド・バンニーキルク                | 43秒03             | 1164         |       |        |       |
| DB      | アシュトン・イートン                    | 45秒00             | 1060         | −104  |        |       |
| 110mH   |                                         |                    |              |       |        |       |
| WR      | アリエス・メリット                      | 12秒80             | 1135         |       |        |       |
| DB      | ダミアン・ワーナー                      | 13秒36             | 1059         | −76   |        |       |
| 円盤投  |                                         |                    |              |       |        |       |
| WR      | ミコラス・アレクナ                      | 75m56              | 1416         |       |        |       |
| DB      | ブライアン・クレイ                      | 55m87              | 993          | −423  |        |       |
| 棒高跳  |                                         |                    |              |       |        |       |
| WR      | アルマンド・デュプランティス            | 6m29               | 1328         |       |        |       |
| DB      | Tim Lobinger                            | 5m76               | 1152         | −176  |        |       |
| やり投  |                                         |                    |              |       |        |       |
| WR      | ヤン・ゼレズニー                        | 98m48              | 1331         |       |        |       |
| DB      | Peter Blank                             | 79m80              | 1040         | −291  |        |       |
| 1500m走 |                                         |                    |              |       |        |       |
| WR      | ヒシャム・エルゲルージ                  | 3分26秒00          | 1218         |       |        |       |
| DB      | Robert Baker                            | 3分58秒70          | 963          | −255  |        |       |
| 合計    | 世界記録                                | 世界記録           | 世界記録     | 12673 |        |       |
| 合計    | 十種競技記録                            | 十種競技記録       | 十種競技記録 | 10575 |        |       |

### 選手
- アキレス・ヤルビネン - オリンピック2大会連続銀メダル
- 尾縣貢 - 日本のトップ選手だった
- クリスチャン・シェンク
- ハンス・ヨアヒム・ヴァルデ
- 楊伝広 - ローマオリンピック銀メダル。アジアの鉄人
- 武井壮 - 現TVタレント。1997年・第81回日本陸上競技選手権大会男子十種競技優勝者。十種競技での100mの元日本最高記録保持者。